# Frontera entre l'Iran i Armènia
La frontera entre l'Iran i Armènia és la frontera que separa el nord-oest de l'Iran (província d'Azerbaidjan Oest) del sud-est d'Armènia (província de Siunik).

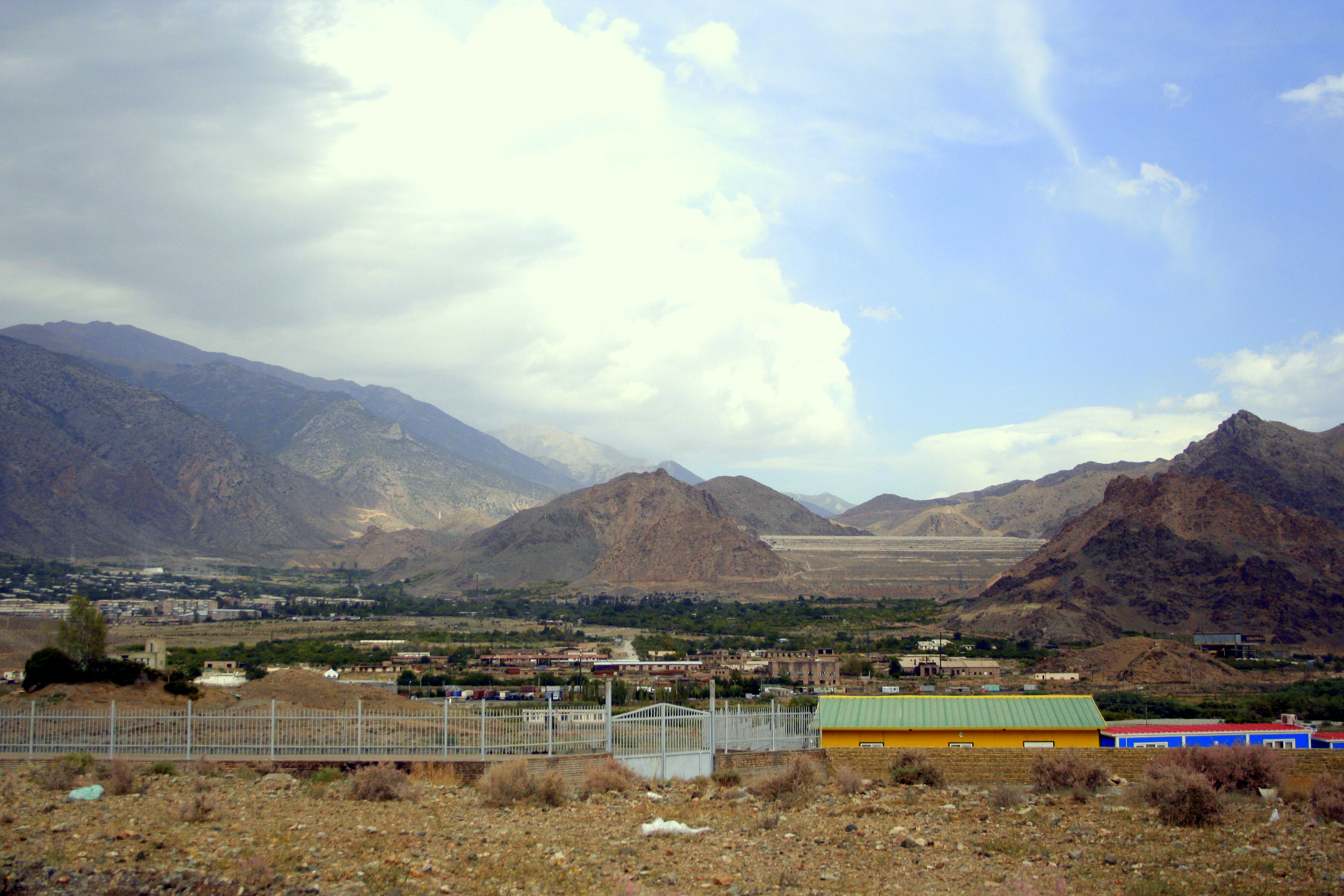
Frontera a Aragak

## Traçat
Comença a partir del trifini format amb les fronteres Armènia/Azerbaidjan i Azerbaidjan/Iran (38° 52′ 06″ N, 46° 32′ 05″ E / 38.8683°N,46.5347°E) i segueix part del curs del riu Araxes a 35 kilòmetres, separant així els dos segments de la frontera Azerbaidjan/Iran seguint el curs del riu. Finalitza amb un segon trifini Armènia/Azerbaidjan/Iran (38° 50′ 41″ N, 46° 08′ 25″ E / 38.8447°N,46.1403°E) situada entre les localitats de Nurduz (Iran, a l'est) i d'Agarak (Armènia, oest).

## Cooperació
Els governs de l'Iran i d'Armènia han decidit construir una planta hidroelèctrica de 140 MW sobre el riu Araxes que serveix de frontera entre aquests dos països.